# Centimorgan
Centimorgan, förkortat cM, är en enhet som används för genetiska kartor eller i samband med genetisk kopplingsanalys för att ange längden av DNA-segment. 1 cM motsvarar en rekombinationsfrekvens på 1 %, det vill säga det är 1% sannolikhet att ett 1 cM långt DNA-segment klyvs av en överkorsning till nästa generation. Översatt till en fysisk karta motsvarar ett segment om 1 miljon baspar i genomsnitt 1 cM, men detta kan variera avsevärt beroende på hur vanligt överkorsning är i den aktuella DNA-regionen. Enheten är uppkallad efter Thomas H. Morgan.
Enheten kan användas för att ange längden av identiska DNA-segment hos olika individer. I genomsnitt halveras den totala längden av de identiska segmenten i cM för varje generation. Om två individer har långa identiska segment mätt i cM på samma position i sina autosomala DNA är personerna därför sannolikt nära släkt. Längden av identiska segment är emellertid resultatet av en slumpmässig process (mutationer och rekombination), och längden är därför inte ett särskilt exakt mått på hur långväga släktskapet är. Om två individer har många mycket korta identiska segment kan det vara en effekt av att de är släkt på många vis, exempelvis för att de har gemensamma rötter i en geografisk region där genpoolen har varit liten och släktträdets anförluster många.
1. ↑  Store medisinske leksikon, Store norske leksikon, 2006, Store medisinske leksikon-ID: centiMorgan, läs onlineläs online, läst: 12 november 2023.[källa från Wikidata]